# ブローカ式桂変法
ブローカ式桂変法（ブローカしきかつらへんぽう）は成人の標準体重を表す指数のことでブローカ式（身長(cm) - 100）を日本人向けに京大の桂英輔が改良した。以下の計算式で示される。
ブローカ式桂変法 = ( 身長 (cm) - 100 ) × 0.9
本法は簡便であるが、身長が低い成人の栄養指導に適用するとカロリーが不足するため、身長160cm以下の者には不適との指摘があった。